# Richard Mauch

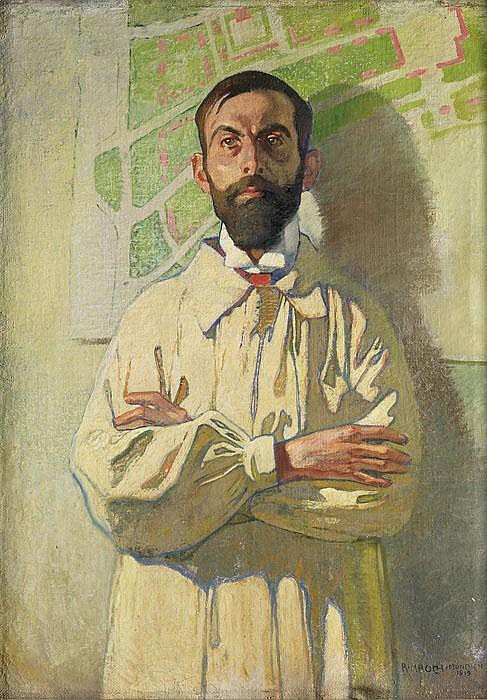
Selbstbildnis

Richard Mauch (* 2. September 1874 in Weidling; † 25. Mai 1921 in Dietramszell) war ein österreichischer Maler und Illustrator. Er war Mitglied der Münchener Secession.

## Leben

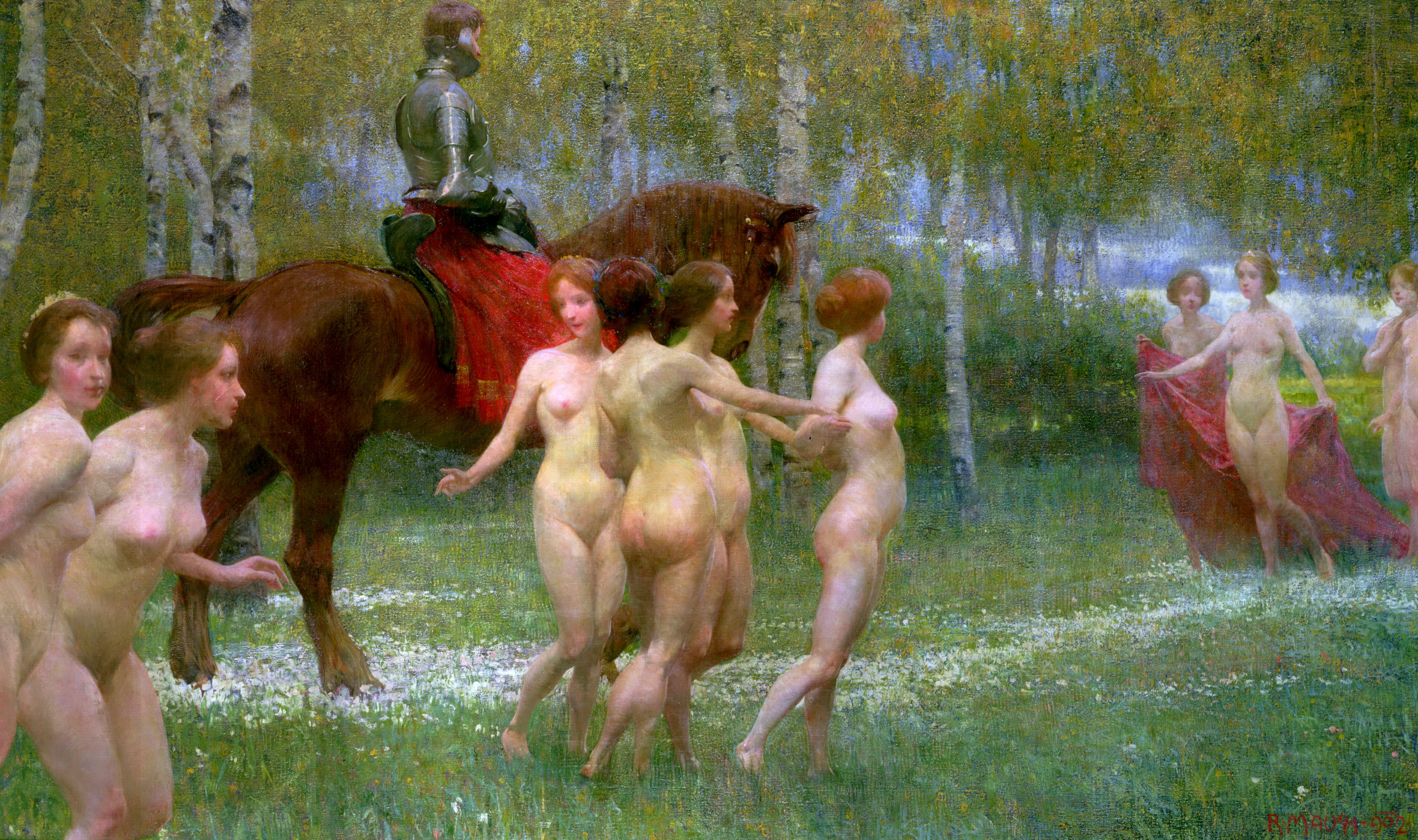
Rittertraum

Richard Mauch war ein Sohn der Sängerin Katharina Schurz, verheiratete Mauch. Er studierte an der Akademie der bildenden Künste Wien bei August Eisenmenger und dann seit dem 19. Oktober 1909 an der Königlichen Akademie der Künste in München bei Hugo von Habermann.
Anfangs war Mauch vor allem als Porträt- und Genremaler im konservativen Stil der Münchner Schule tätig. Um 1900 trat er jedoch in die Münchener Secession ein, die den Weg für den Jugendstil vorbereitete. Am 30. April 1904 wurde er Mitglied des Wiener Künstlerhauses.
Seit der Wende zum 20. Jahrhundert nahmen Mauchs Werke einen symbolischen, oft auch erotischen Charakter an. Beispielhaft für diese Tendenz wurde der 1902 entstandene Rittertraum. Im Jahre 1909 zog Mauch nach München um und setzte sein Studium an der Münchner Akademie fort. Er nahm an den Ausstellungen der Luitpold-Gruppe teil.
Mauch arbeitete auch als Grafiker und Illustrator, unter anderem für die Fliegenden Blätter. Er starb 1921 im Alter von 46 Jahren und wurde auf dem Weidlinger Friedhof bestattet. Seine Werke befinden sich in verschiedenen deutschen und österreichischen Museen, darunter in der Städtischen Galerie im Lenbachhaus und im Münchner Stadtmuseum.